# Munții Godeanu
Pentru alte utilizări ale toponimicului Godeanu, accesați pagina Godeanu (dezambiguizare).
Munții Godeanu reprezintă o unitate montană aparținând părții vestice a Carpaților Meridionali.  Alături de Munții Retezat, se constituie ca nodul orografic și hidrografic al acestei grupe montane.  Altitudinea maximă este atinsă în vârful Gugu cu 2.291 m.
Masivul Godeanu prezintă o asimetrie pronunțată. Cele mai mari înalțimi se situează de-alungul culmii principale, respectiv la nord de aceasta.  Astfel, se pot menționa piscurile de peste 2.000 de metri, Godeanu cu 2.229 m, Moraru cu 2.284 m, Gugu (cel mai înalt) cu 2.291 m, Scărișoara cu 2.245 m, Galbena cu 2.191 m, Borăscul Mare cu 2.158 m și Gârdomanul cu 2.077 m.  Versanții dinspre văile râurilor Lăpușnicul Mare și Șes sunt abrupți și stâncoși, fiind dificil de urcat.

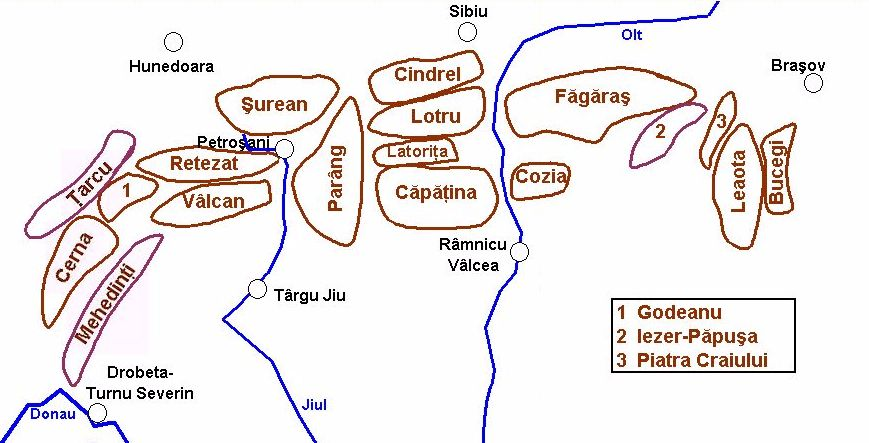
Grupele muntoase din Carpații Meridionali

## Caracteristici
Masivul Godeanu are o suprafață de aproximativ 330 km2, culmea principală ce formează cumpăna între Bazinele Cernei și Râului Mare, având direcția vest-est, în timp ce din aceasta se detașează spre nord culmea Gugu și Muntele Borăscu, către sud se desprind culmile prelungi Măneasa, Gârdomanu, Micusa, Bulzu, Balmosu și Oslea Românească ce scad treptat în înălțime până la valea Cernei. 
Masivul Godeanu intră în contact spre est cu Munții Piule-Iorgovanu iar prin aceștia mai departe cu Munții Retezat; spre vest și nord-vest se leagă prin Culmea Prislop-Corhale cu Munții Țarcu, iar spre sud-vest creasta principală se continuă cu Munții Cernei.  Râurile ce străbat acești munți aparțin a patru bazine hidrografice, Râul Cerna către sud și sud-vest, Râul Rece (și de aici în Timiș) către nord-vest, Jiul de Vest către est, respectiv Râul Lăpușnicul Mare - Râul Mare către nord. 
Particularitatea cea mai importantă a Munților Godeanu o reprezintă marea extensie a suprafețelor de nivelare. Una din caracteristicile cele mai interesante ale munților Godeanu este prezența unei platforme de eroziune glaciară la mare altitudine, numită platforma de eroziune Borăscu, denumită după localitatea omonimă din Gorj, ce afectează culmea principală în jurul altitudinilor de 2.000 - 2.200 m.  Această platformă are cea mai bună reprezentare în Muntele Borăscu, unde întreaga structură alpină are o orizontalitate remarcabilă. Mai jos, în jurul altitudinilor de 1.400 - 1.600 m, nivelul Râului Șes afectează în special culmile secundare.
Ocupând o poziție aproape centrală în spațiul muntos dintre râurile Jiu, Timiș și Cerna, masivul Godeanu constituie un puternic nod orografic. La nord este limitat de văile Lăpușnicul Mare și Râului Ses, adâncite cu 600 – 1000 m în nivelul general al munților, iar la sud de valea Cernei, al cărei talveg se situează la numai 800 – 400 m altitudine. 
În partea de vest și în cea de est, masivul Godeanu se leagă de munții Tarcu și Retezat  prin culmi mai coborâte cu circa 200 m care în ansamblu constituie curmături largi.
Regiunea înaltă din Masivul Godeanu a fost afectată de glaciația cuaternară. Circurile simple, sunt puse în evidență de pante abrupte și stâncoase pe marginea suprafeței Borăscu, iar patul lor rupt în trepte păstrează, mai ales pe versantul sudic, morenele de fund, laterale sau frontale. 
Cei mai puternici ghețari au afectat versanții nordici, iar cei mai lungi au fost cel din valea Cernea, cu 4 km lungime faza maximă, când ajungea în Valea Râului Ses și cel din Valea Mitului, 3 km lungime. Ghețarii de pe versantul sudic au fost de dimensiuni mai reduse.
Morenele frontale principale situate la circa 1450 m și la peste 1800 m, ca și prezența unor circuri suspendate, par să indice în Masivul Godeanu două faze glaciare.
Condițiile climatice aspre din regiunea înaltă (zăpezile abundente cu durată mult prelungită, vânturile puternice și ciclurile anuale îngheț-dezgheț), fac ca în prezent procesele crionivale să constituie un însemnat factor de modelare a reliefului.  Pe unii versanți mai înclinați se produc avalanșe ce pătrund pe alocuri și în etajul forestier, creând adevărate culoare cu înălțimi de câteva zeci de metri.

## Structura geologică
Munții Godeanu se prezintă sub forma unei creste principale unitare situată în general la altitudini de 1900 - 2000 m care trimite culmi secundare către nord și sud.  Din punct de vedere geologic sunt alcătuiți din roci aparținând Pânzei Getice, reprezentate mai ales prin șisturi cristaline.  Spre zonele marginale apar și calcare jurasice. 
În Cuaternar, Munții Godeanu au fost afectați de glaciațiune, ce a permis formarea de mase de gheață (probabil inițial ghețari) la obârșia văilor din zona culmii centrale. După topirea lor au rămas o serie de forme de relief specifice, printre care se pot menționa circuri glaciare, văi glaciare cu praguri glaciare, cuvete lacustre, morene. 
Peisajul acestor munți se face remarcat prin îmbinarea suprafețelor de nivelare cu urmele ghețarilor cuaternari, peisaj ce constratează cu masivul vecin nord-estic, Munții Retezat. Numărul lacurilor glaciare este mic, cele mai importante fiind lacurile Godeanu și Scărișoara. 
Partea superioară a culmilor este ocupată de pășuni alpine, ce sunt folosite pentru creșterea ovinelor.  Această activitate tradițională românească, păstoritul, a fost foarte dezvoltată în trecut, însă astăzi înregistrează o restrângere.  Această îndeletnicire ancestrală a făcut ca acești munți să fie destul de bine populați, lucru ce se poate observa și după numărul ridicat de stâne, unele din ele având un grad ridicat de complexitate structurală.
Asimetria generală a masivului Godeanu concordă cu constituția lui geologică. Masivul Godeanu este alcătuit în majoritate de șisturi cristaline puternic metamorfozate ale pânzei getice, care formează un mare petic de acoperire, cu înclinarea N – S, prinzând sub el cristalinul autohtonului și învelișul lui sedimentar. Intercalațiile de amfibolite și gnaise, ca și o parte din numeroasele lentile de cuarț și pegmatite din cadrul cristalinului getic, se înscriu în relieful munților Godeanu, alcătuind vârfuri mai înalte, abrupturi cu microrelief frământat sau stânci izolate. 
La extremitatea estică, sedimentarul pânzei, format din conglomerate și gresii permiene, alcătuiește un relief specific de dezagregare. Formațiunile sedimentare ale autohtonului, reprezentate în special prin calcare, gresii, conglomerate,  marno – calcare, argile jurasice și cretacice, apar în versantul nordic al masivului, iar în valea Cernei alcătuiesc o fâșie înscrisă în relief prin creste proeminente și chei.

## Turism
Turismul practicat în munții Godeanu este cel de parcurgere pentru mai multe zile a crestei principale. Un inconvenient în dezvoltarea turismului, o constituie lipsa unor cabane turistice, precum și accesul relativ dificil, având în vedere că acești munți se află în centrul ariei montane.